# Economia de mercado
Uma economia de mercado é um sistema econômico no qual as decisões relativas a investimento, produção e distribuição são guiadas pelos sinais de preços criados pela lei da oferta e da demanda. A principal característica de uma economia de mercado é a existência de mercados de fatores que desempenham um papel dominante na alocação de capital e nos fatores de produção.
As economias de mercado variam de sistemas de livre mercado e laissez-faire minimamente regulamentados, onde a atividade do Estado se restringe a fornecer bens e serviços públicos e salvaguardar a propriedade privada, a formas intervencionistas em que o governo desempenha um papel ativo na correção das falhas de mercado e na promoção do bem-estar social. Economias dirigidas ou dirigidas pelo estado são aquelas em que o estado desempenha um papel diretivo na orientação do desenvolvimento geral do mercado por meio de políticas industriais ou planejamento indicativo — que orienta, mas não substitui o mercado pelo planejamento econômico — pode ser também referida como uma forma de economia mista.
As economias de mercado são contrastadas com as economias planejadas, nas quais as decisões de investimento e produção são incorporadas a um plano econômico integrado para toda a economia. Em uma economia planejada de forma centralizada, o planejamento econômico é o principal mecanismo de alocação entre empresas, em vez de mercados, com os meios de produção da economia sendo propriedade e operados por um único órgão organizacional.

## Características

### Direitos de propriedade
Para que as economias de mercado funcionem de maneira eficiente, os governos devem estabelecer direitos de propriedade claramente definidos e exequíveis para ativos e bens de capital. No entanto, direitos de propriedade não significam especificamente direitos de propriedade privada e economias de mercado não pressupõem logicamente a existência de propriedade privada dos meios de produção. As economias de mercado podem incluir e muitas vezes incluem vários tipos de cooperativas ou empresas estatais autônomas que adquirem bens de capital e matérias-primas nos mercados de capitais. Essas empresas utilizam um sistema de preços livres determinado pelo mercado para alocar bens de capital e trabalho. Além disso, existem muitas variações do socialismo de mercado em que a maioria dos ativos de capital é de propriedade social, com os mercados alocando recursos entre empresas de propriedade social. Esses modelos variam de sistemas baseados em empresas pertencentes a funcionários com base na autogestão até uma combinação de propriedade pública dos meios de produção com mercados de fatores.

### Oferta e procura
As economias de mercado dependem de um sistema de preços para sinalizar os atores do mercado para ajustar a produção e o investimento. A formação de preços depende da interação de oferta e demanda para alcançar ou aproximar um equilíbrio onde o preço unitário de um determinado bem ou serviço está em um ponto em que a quantidade demandada é igual à quantidade ofertada.
Os governos podem intervir estabelecendo tetos de preços ou pisos de preços em mercados específicos (como as leis de salário mínimo no mercado de trabalho), ou usar a política fiscal para desencorajar determinado comportamento do consumidor ou para lidar com as externalidades de mercado geradas por certas transações (impostos pigouvianos). Existem diferentes perspectivas sobre o papel do governo tanto na regulação e orientação das economias de mercado quanto no tratamento das desigualdades sociais produzidas pelos mercados. Fundamentalmente, uma economia de mercado requer que um sistema de preços afetado pela oferta e demanda exista como o mecanismo principal para alocar recursos, independentemente do nível de regulação.

## Capitalismo
O capitalismo é um sistema econômico onde os meios de produção são em grande parte ou inteiramente propriedade privada e operados com fins lucrativos, estruturados no processo de acumulação de capital. Em geral, nos sistemas capitalistas, o investimento, a distribuição, a renda e os preços são determinados pelos mercados, regulados ou não.
Existem diferentes variações de capitalismo com diferentes relações com os mercados. Nas variações de laissez-faire e de livre mercado, os mercados são utilizados mais extensivamente com mínima ou nenhuma intervenção estatal e mínima ou nenhuma regulamentação sobre os preços e o fornecimento de bens e serviços. No intervencionismo, no estado de bem-estar social e nas economias mistas, os mercados continuam a desempenhar um papel dominante, mas são regulados até certo ponto pelo governo a fim de corrigir as falhas de mercado ou promover o bem-estar social. Nos sistemas capitalistas de estado, os mercados são os que menos contam, com o estado dependendo fortemente de um planejamento indicativo e/ou de empresas estatais para acumular capital.
O capitalismo é dominante no mundo ocidental desde o fim do feudalismo. No entanto, argumenta-se que o termo economias mistas descreve com mais precisão a maioria das economias contemporâneas devido ao fato de conterem empresas privadas e estatais. No capitalismo, os preços determinam a escala de oferta e demanda. A maior demanda por certos bens e serviços leva a preços mais altos e a menor demanda por certos bens leva a preços mais baixos.

### Capitalismo de livre mercado
Uma economia de livre mercado é um sistema econômico onde os preços dos bens e serviços são fixados livremente pelas forças da oferta e da demanda e podem atingir seu ponto de equilíbrio sem intervenção da política governamental. Normalmente, isso envolve suporte para mercados altamente competitivos, propriedade privada de empresas produtivas. O laissez-faire é uma forma mais ampla de economia de livre mercado, em que o papel do Estado se limita a proteger os direitos de propriedade.

### Laissez-faire
Laissez-faire é um sinônimo do que é referido atualmente como economia de livre mercado, que teve seu auge durante o início e meados do século 19 como um ideal liberal clássico a ser alcançado. É geralmente entendido que os componentes necessários para o funcionamento de um mercado livre idealizado incluem a completa ausência de regulamentação governamental, subsídios, pressões artificiais de preços e monopólios concedidos pelo governo (geralmente classificados como monopólios coercitivos pelos defensores do mercado livre) e sem impostos ou tarifas além do necessário para que o governo forneça proteção contra coerção e roubo, mantendo a paz e os direitos de propriedade e fornecendo bens públicos básicos. Os defensores da direita libertarista do anarcocapitalismo veem o estado como moralmente ilegítimo e economicamente desnecessário e destrutivo. Embora o laissez-faire tenha sido comumente associado ao capitalismo, existe um sistema de laissez-faire de esquerda semelhante chamado anarquismo de livre mercado, também conhecido como anti-capitalismo de livre mercado e socialismo de livre mercado para distingui-lo do capitalismo de laissez-faire. Assim, os críticos do laissez-faire como comumente entendido argumentam que um sistema verdadeiramente laissez-faire seria anticapitalista e socialista.

### Capitalismo de bem-estar social
O capitalismo de bem-estar é uma economia capitalista que inclui políticas públicas que favorecem amplas provisões para serviços de bem-estar social. O mecanismo econômico envolve um mercado livre e a predominância de empresas privadas na economia, mas a provisão pública de serviços de bem-estar universal com o objetivo de aumentar a autonomia individual e maximizar a igualdade. Exemplos de capitalismo de bem-estar contemporâneo incluem o modelo nórdico de capitalismo predominante no norte da Europa.

### Modelos regionais

#### Modelo anglo-saxão
O capitalismo anglo-saxão é a forma de capitalismo predominante nos países anglófonos e tipificada pela economia dos Estados Unidos. É contrastado com os modelos europeus de capitalismo, como o modelo de mercado social continental e o modelo nórdico. O capitalismo anglo-saxão refere-se a um regime de política macroeconômica e estrutura de mercado de capitais comum às economias anglófonas. Entre essas características estão baixas taxas de tributação, mercados financeiros mais abertos, menores proteções do mercado de trabalho e um estado de bem-estar menos generoso que evita os esquemas de negociação coletiva encontrados nos modelos de capitalismo da Europa continental e do norte.

#### Modelo do leste asiático
O modelo de capitalismo do Leste Asiático envolve um papel importante para o investimento estatal e, em alguns casos, envolve empresas estatais. O estado tem um papel ativo na promoção do desenvolvimento econômico por meio de subsídios, facilitação de "campeões nacionais" e um modelo de crescimento baseado na exportação. A prática real desse modelo varia de acordo com o país. Essa designação foi aplicada às economias da China, Japão, Singapura, Coreia do Sul, Taiwan e Vietnã.
Um conceito relacionado na ciência política é o estado de desenvolvimento.

#### Economia social de mercado
A economia social de mercado foi implementada por Alfred Müller-Armack e Ludwig Erhard após a Segunda Guerra Mundial na Alemanha Ocidental. O modelo econômico de mercado social, às vezes chamado de capitalismo do Reno, é baseado na ideia de realizar os benefícios de uma economia de livre mercado, especialmente o desempenho econômico e a alta oferta de bens, evitando desvantagens como falha de mercado, competição destrutiva, concentração de poder econômico e os efeitos socialmente prejudiciais dos processos de mercado. O objetivo da economia social de mercado é obter a maior prosperidade combinada com a melhor segurança social possível. Uma diferença da economia de mercado livre é que o estado não é passivo, mas toma medidas regulatórias ativas. Os objetivos da política social incluem as políticas de emprego, habitação e educação, bem como um equilíbrio sócio-político da distribuição do crescimento da renda. As características das economias sociais de mercado são uma forte política de concorrência e uma política monetária contracionista. O pano de fundo filosófico é o neoliberalismo ou ordoliberalismo.

## Socialismo
O socialismo de mercado é uma forma de economia de mercado em que os meios de produção são de propriedade social. Em uma economia socialista de mercado, as empresas operam de acordo com as regras de oferta e demanda e operam para maximizar o lucro; a principal diferença entre o socialismo de mercado e o capitalismo é que os lucros vão para a sociedade como um todo, e não para os proprietários privados.
A característica distintiva entre o socialismo de não mercado e o socialismo de mercado é a existência de um mercado para os fatores de produção e os critérios de lucratividade para as empresas. Os lucros derivados de empresas públicas podem ser usados de várias maneiras para reinvestir na produção adicional, para financiar diretamente o governo e serviços sociais, ou ser distribuídos ao público em geral por meio de um dividendo social ou sistema de renda básica.
Os defensores do socialismo de mercado, como Jaroslav Vaněk, argumentam que mercados genuinamente livres não são possíveis sob condições de propriedade privada da propriedade produtiva. Em vez disso, ele afirma que as diferenças de classe e desigualdades na renda e no poder que resultam da propriedade privada permitem que os interesses da classe dominante desviem o mercado a seu favor, seja na forma de monopólio e poder de mercado, ou utilizando sua riqueza e recursos para legislar políticas governamentais que beneficiem seus interesses comerciais específicos. Além disso, Vaněk afirma que os trabalhadores em uma economia socialista baseada em empresas cooperativas e autogestionárias têm incentivos mais fortes para maximizar a produtividade porque receberiam uma parte dos lucros (com base no desempenho geral de sua empresa), além de receber seu salário. Os incentivos mais fortes para maximizar a produtividade que ele concebe como possível em uma economia socialista baseada em empresas cooperativas e autogestionárias poderiam ser alcançados em uma economia de mercado livre se as empresas pertencentes aos funcionários fossem a norma, conforme previsto por vários pensadores, incluindo Louis O. Kelso e James S. Albus

### Modelos socialistas de mercado
O socialismo de mercado tem suas raízes na economia clássica e nas obras de Adam Smith, os socialistas ricardianos e filósofos mutualistas.
Na década de 1930, os economistas Oskar Lange e Abba Lerner desenvolveram um modelo de socialismo que postulava que um órgão público (apelidado de Conselho de Planejamento Central) poderia definir preços por meio de uma abordagem de tentativa e erro até que igualassem o custo marginal de produção na ordem para alcançar competição perfeita e otimização de pareto. Nesse modelo de socialismo, as empresas seriam estatais e administradas por seus empregados e os lucros seriam distribuídos entre a população como um dividendo social. Esse modelo veio a ser conhecido como socialismo de mercado porque envolvia o uso de dinheiro, um sistema de preços e simulação de mercados de capital, todos ausentes do socialismo tradicional de não mercado.
Um modelo mais contemporâneo de socialismo de mercado é o apresentado pelo economista americano John Roemer, conhecido como democracia econômica. Nesse modelo, a propriedade social é alcançada por meio da propriedade pública do patrimônio líquido em uma economia de mercado. Um Departamento de Propriedade Pública teria ações de controle em empresas listadas publicamente, de modo que os lucros gerados seriam usados para finanças públicas e para o fornecimento de uma renda básica.
Alguns anarquistas e socialistas libertários promovem uma forma de socialismo de mercado em que as empresas pertencem e são administradas cooperativamente por sua força de trabalho, de modo que os lucros remuneram diretamente os empregados-proprietários. Essas empresas cooperativas competiriam umas com as outras da mesma forma que as empresas privadas competem entre si em um mercado capitalista. A primeira grande elaboração desse tipo de socialismo de mercado foi feita por Pierre-Joseph Proudhon e foi chamada de mutualismo.
O socialismo de mercado autogerido foi promovido na Iugoslávia pelos economistas Branko Horvat e Jaroslav Vaněk. No modelo autogerido de socialismo, as empresas seriam de propriedade direta de seus empregados e o conselho de administração seria eleito pelos empregados. Essas empresas cooperativas competiriam entre si em um mercado tanto de bens de capital quanto de venda de bens de consumo.

### Economia socialista de mercado
Após as reformas de 1978, a China desenvolveu o que chama de economia de mercado socialista, na qual a maior parte da economia está sob propriedade do Estado, com as empresas estatais organizadas como sociedades anônimas com várias agências governamentais detendo ações de controle por meio de um sistema de acionistas. Os preços são definidos por um sistema de preços amplamente livre e as empresas estatais não estão sujeitas à microgestão por uma agência de planejamento governamental. Um sistema semelhante, denominado economia de mercado de orientação socialista, surgiu no Vietnã após as reformas Doi Moi em 1986. Este sistema é frequentemente caracterizado como capitalismo de estado em vez de socialismo de mercado porque não há grau significativo de autogestão de funcionários nas empresas, porque o estado as empresas retêm seus lucros em vez de distribuí-los à força de trabalho ou ao governo e porque muitas funcionam como empresas privadas de fato. Os lucros não financiam um dividendo social para beneficiar a população em geral, nem reverte para seus empregados. Na China, esse modelo econômico é apresentado como um estágio preliminar do socialismo para explicar o domínio das práticas de gestão capitalista e das formas de organização empresarial nos setores estatais e não estatais.

## Religião
Uma ampla gama de filósofos e teólogos vinculou as economias de mercado a valores monoteístas. Michael Novak descreveu o capitalismo como estando intimamente relacionado ao catolicismo, mas Max Weber traçou uma conexão entre o capitalismo e o protestantismo. O economista Jeffrey Sachs afirmou que seu trabalho foi inspirado nas características curativas do Judaísmo. O Rabino Chefe Lord Sacks, da Sinagoga Unida, traça uma correlação entre o capitalismo moderno e a imagem judaica do Bezerro de Ouro.

### Cristianismo
Na fé cristã, o movimento da teologia da libertação defendeu o envolvimento da igreja no capitalismo do mercado de trabalho. Muitos padres e freiras integraram-se em organizações trabalhistas, enquanto outros se mudaram para as favelas para viver entre os pobres. A Santíssima Trindade foi interpretada como um apelo à igualdade social e à eliminação da pobreza. No entanto, o Papa foi muito ativo em sua crítica à teologia da libertação. Ele estava particularmente preocupado com a crescente fusão entre o cristianismo e o marxismo. Ele fechou instituições católicas que ensinavam teologia da libertação e demitiu alguns de seus ativistas da igreja.

### Budismo
A abordagem budista da economia de mercado foi tratada no ensaio de E. F. Schumacher de 1966 "Economia Budista". Schumacher afirmou que uma economia de mercado guiada pelos princípios budistas atenderia com mais sucesso às necessidades de seu povo. Ele enfatizou a importância de buscar ocupações que aderissem aos ensinamentos budistas. O ensaio mais tarde se tornaria leitura obrigatória para um curso que Clair Brown ofereceu na Universidade da Califórnia em Berkeley.

## Críticas
O economista Joseph Stiglitz argumenta que os mercados sofrem com a ineficiência informacional e a presumida eficiência dos mercados deriva de suposições errôneas da economia do bem-estar neoclássica, particularmente a suposição de informações perfeitas e gratuitas e problemas de incentivos relacionados. A economia neoclássica pressupõe equilíbrio estático e mercados eficientes exigem que não haja não convexidades, embora as não convexidades sejam generalizadas nas economias modernas. A crítica de Stiglitz se aplica tanto aos modelos existentes de capitalismo quanto aos modelos hipotéticos de socialismo de mercado. No entanto, Stiglitz não defende a substituição dos mercados, mas afirma que há um papel significativo para a intervenção do governo para aumentar a eficiência dos mercados e resolver as falhas generalizadas de mercado que existem nas economias contemporâneas. Uma economia de mercado justa é, na verdade, um modelo de movimento martingale ou browniano e, para um concorrente participante de tal modelo, não há mais do que 50% de chances de sucesso em qualquer momento. Devido à natureza fractal de qualquer mercado justo e sendo participantes do mercado sujeitos à lei da concorrência que impõe o reinvestimento de uma parte crescente dos lucros, a chance estatística média de falência dentro da meia-vida de qualquer participante é também de 50% e 100% se uma amostra infinita de tempo é considerada.
Robin Hahnel e Michael Albert afirmam que "os mercados produzem inerentemente a divisão de classes". Albert afirma que mesmo se todos começassem com um complexo de trabalho equilibrado (desempenhando uma mistura de funções de variada criatividade, responsabilidade e empoderamento) em uma economia de mercado, as divisões de classe surgiriam, argumentando:
"Sem levar o argumento tão longe, é evidente que em um sistema de mercado com distribuição desigual de trabalho, como a Democracia Econômica, alguns trabalhadores serão mais capazes do que outros de obter os benefícios do ganho econômico. Por exemplo, se um trabalhador projeta carros e outro os constrói, o designer usará suas habilidades cognitivas com mais frequência do que o construtor. No longo prazo, o designer se tornará mais hábil no trabalho conceitual do que o construtor, dando ao primeiro maior poder de barganha em uma empresa sobre a distribuição de renda. Um trabalhador conceitual que não está satisfeito com sua renda pode ameaçar trabalhar para uma empresa que lhe pagará mais. O efeito é uma divisão de classes entre trabalhadores conceituais e manuais e, em última instância, gerentes e trabalhadores, e um mercado de trabalho de fato para trabalhadores conceituais".
David McNally argumenta na tradição marxista que a lógica do mercado inerentemente produz resultados desiguais e leva a trocas desiguais, argumentando que a intenção moral de Adam Smith e a filosofia moral que defendia a troca igual foram prejudicadas pela prática dos mercados livres que ele defendeu. O desenvolvimento da economia de mercado envolveu coerção, exploração e violência que a filosofia moral de Smith não podia tolerar. McNally também critica os socialistas de mercado por acreditarem na possibilidade de mercados justos baseados em trocas iguais, a serem alcançados eliminando elementos parasitas da economia de mercado, como a propriedade privada dos meios de produção. McNally argumenta que o socialismo de mercado é um oxímoro quando o socialismo é definido como o fim do trabalho assalariado.

### Contraste
- Comunismo
- Socialismo libertário
- Economia mista
- Economia participativa
- Economia de estado
- Socialismo
- Estatismo